# Большие Килимары
 Большие Килимары  — деревня в Шарангском районе Нижегородской области в составе Роженцовского сельсовета.

## География
Расположена на расстоянии примерно 13 км на юг-юго-запад по прямой от районного центра поселка Шаранга.

## История
Упоминается с 1891 года как деревня, в 1905 дворов 37 и жителей 221, в 1926 51 и 286, в 1950 56 и 222. По местным преданиям основана в XVII веке марийцами. Работали колхозы им. Маленкова, им. Орджорникидзе, «Вперед», «Заветы Ильича».

## Население
Постоянное население составляло 28 человека (русские 96 %) в 2002 году, 8 в 2010.